# Morgraig Castle
Morgraig Castle (walisisk: Castell Morgraig) er ruinerne af en borg fra middelalderen, der ligger tæt ved den sydlige grænse af county borough Caerphilly, med udsigt til Cardiff i Wales. 
Den blev opført et sted imellem 1243 og 1267 af enten Gilbert de Clare eller Lord af Senghennydd, men der er stadig debat om hvornår og af hvem den blev bygget. Borgen er tilsyneladende aldrig blevet færdiggjort og brugt.
I dag er det et scheduled monument og listed building af 2. grad.